# Trachea lucilla
Trachea lucilla là một loài bướm đêm trong họ Noctuidae.